# Parque nacional de Salamajärvi
El parque nacional de Salamajärvi (finés: Salamajärven kansallispuisto) está situado en la provincia de Finlandia Occidental, en el centro-oeste de Finlandia. Está localizado cerca de la divisoria de aguas de Suomenselkä.Fue fundado en 1982. Su área total es de 62 km². El 2 de febrero de 2004, 9261 hectáreas del parque fueron declaradas sitio Ramsar (n.º 1530).
Es un área bastante deshabitada. Dispone de algunas cabañas tanto de pago como gratuitas para albergarse. Las poblaciones más cercanas son Kivijärvi, Kinnula y Perho, que están situadas a unos 20 km del parque.

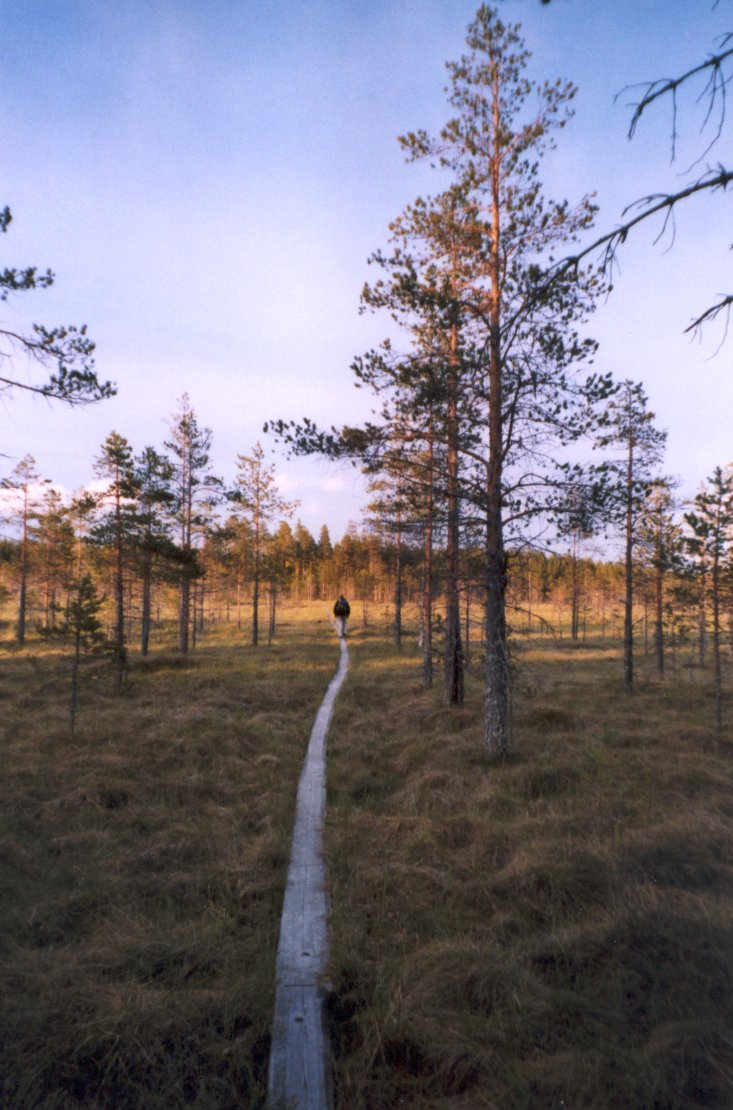
Turbera en Salamajärvi.

El principal elemento del paisaje son las turberas, de diversos tipos. También presenta otros ecosistemas: bosques vírgenes, campos de roca (canchales en llano) y varios lagos.
La especie más representativa del parque es el reno de bosque, la subespecie del reno que es verdaderamente silvestre. Se reintrodujo en el parque en 1979, y cuenta con unas poblaciones de unos 1000 ejemplares. Es uno de los poco lugares donde se puede encontrar a este reno. También en la década de los 90 se reintrodujo con éxito el glotón.